# Deux sans barreur féminin aux Jeux olympiques d'été de 2024
Cet article traite de l'épreuve féminine. Pour la compétition masculine, voir Deux sans barreur masculin aux Jeux olympiques d'été de 2024.
Navigation
Tokyo 2020 Los Angeles 2028
L'épreuve féminine de deux sans barreur des Jeux olympiques d'été de 2024 de Paris a lieu au stade nautique olympique de Vaires-sur-Marne du 28 juillet au 2 août 2024.

## Médaillées
| Or                                             | Argent                                     | Bronze                                            |
| Pays-Bas - Ymkje Clevering - Veronique Meester | Roumanie - Ioana Vrînceanu - Roxana Anghel | Australie - Jessica Morrison - Annabelle McIntyre |

## Programme
| Date                | Heure   | Tour         |
| ------------------- | ------- | ------------ |
| Dimanche 28 juillet | 09 h 00 | Séries       |
| Lundi 29 juillet    | 09 h 30 | Repêchage    |
| Mercredi 31 juillet | 09 h 30 | Demi-finales |
| Vendredi 2 août     | 09 h 30 | Finale       |

## Résultats détaillés

### Séries
Les trois premiers binômes de chaque série sont qualifiés pour les demi-finales (Q), les autres vont en repêchage (R).
| Rang | Couloir | Rameurs                             | Pays             | Temps         | Notes |
| ---- | ------- | ----------------------------------- | ---------------- | ------------- | ----- |
| 1    | 3       | Ymkje Clevering Veronique Meester   | Pays-Bas         | 7 min 17 s 81 | Q     |
| 2    | 4       | Kamilė Kralikaitė Ieva Adomavičiūtė | Lituanie         | 7 min 22 s 53 | Q     |
| 3    | 5       | Azja Czajkowski Jessica Thoennes    | États-Unis       | 7 min 25 s 52 | Q     |
| 4    | 1       | Hedvig Rasmussen Fie Udby Erichsen  | Danemark         | 7 min 30 s 91 | R     |
| 5    | 2       | Kate Haines Alana Sherman           | Nouvelle-Zélande | 7 min 43 s 56 | R     |

| Rang | Couloir | Rameurs                             | Pays            | Temps         | Notes |
| ---- | ------- | ----------------------------------- | --------------- | ------------- | ----- |
| 1    | 2       | Ioana Vrînceanu Roxana Anghel       | Roumanie        | 7 min 24 s 27 | Q     |
| 2    | 4       | Aifric Keogh Fiona Murtagh          | Irlande         | 7 min 28 s 22 | Q     |
| 3    | 1       | Radka Novotníková Pavlína Flamíková | Tchéquie        | 7 min 28 s 23 | Q     |
| 4    | 3       | Rebecca Edwards Chloe Brew          | Grande-Bretagne | 7 min 29 s 70 | R     |

| Rang | Couloir | Rameurs                                   | Pays      | Temps          | Notes |
| ---- | ------- | ----------------------------------------- | --------- | -------------- | ----- |
| 1    | 1       | Jessica Morrison Annabelle McIntyre       | Australie | 7 min 16 s 58  | Q     |
| 2    | 3       | Evangelia Anastasiadou Christina Bourmpou | Grèce     | 7 min 20 s 49  | Q     |
| 3    | 4       | Melita Abraham Antonia Abraham            | Chili     | 7 min 230 s 01 | Q     |
| 4    | 2       | Esther Briz Zamorano Aina Cid Centelles   | Espagne   |                | R     |

### Repêchage
Les trois premières embarcations du repêchage se qualifient pour les demi-finales (Q), les autres sont éliminées.
| Rang | Couloir | Rameurs                                 | Pays             | Temps         | Notes |
| ---- | ------- | --------------------------------------- | ---------------- | ------------- | ----- |
| 1    | 2       | Hedvig Rasmussen Fie Udby Erichsen      | Danemark         | 7 min 34 s 57 | Q     |
| 2    | 3       | Esther Briz Zamorano Aina Cid Centelles | Espagne          | 7 min 36 s 98 | Q     |
| 3    | 4       | Rebecca Edwards Chloe Brew              | Grande-Bretagne  | 7 min 37 s 11 | Q     |
| 4    | 1       | Kate Haines Alana Sherman               | Nouvelle-Zélande | 7 min 46 s 18 |       |

### Demi-finales
Les trois premières embarcations de chaque demi-finale se qualifient pour la finale A (FA), les autres vont en finale B (FB).
| Rang | Couloir | Rameurs                                   | Pays            | Temps         | Notes |
| ---- | ------- | ----------------------------------------- | --------------- | ------------- | ----- |
| 1    | 4       | Ymkje Clevering Veronique Meester         | Pays-Bas        | 7 min 10 s 16 | FA    |
| 2    | 3       | Ioana Vrînceanu Roxana Anghel             | Roumanie        | 7 min 14 s 53 | FA    |
| 3    | 5       | Evangelia Anastasiadou Christina Bourmpou | Grèce           | 7 min 18 s 28 | FA    |
| 4    | 6       | Hedvig Rasmussen Fie Udby Erichsen        | Danemark        | 7 min 19 s 11 | FB    |
| 5    | 1       | Rebecca Edwards Chloe Brew                | Grande-Bretagne | 7 min 28 s 76 | FB    |
| 6    | 2       | Radka Novotníková Pavlína Flamíková       | Tchéquie        | 7 min 33 s 68 | FB    |

| Rang | Couloir | Rameurs                                 | Pays       | Temps         | Notes |
| ---- | ------- | --------------------------------------- | ---------- | ------------- | ----- |
| 1    | 4       | Jessica Morrison Annabelle McIntyre     | Australie  | 7 min 14 s 14 | FA    |
| 2    | 6       | Azja Czajkowski Jessica Thoennes        | États-Unis | 7 min 15 s 59 | FA    |
| 3    | 3       | Kamilė Kralikaitė Ieva Adomavičiūtė     | Lituanie   | 7 min 19 s 27 | FA    |
| 4    | 2       | Melita Abraham Antonia Abraham          | Chili      | 7 min 26 s 82 | FB    |
| 5    | 1       | Esther Briz Zamorano Aina Cid Centelles | Espagne    | 7 min 30 s 36 | FB    |
| 6    | 5       | Aifric Keogh Fiona Murtagh              | Irlande    | 7 min 32 s 97 | FB    |

### Finales
| Rang                                | Couloir | Rameur                                    | Pays       | Temps         | Notes |
| ----------------------------------- | ------- | ----------------------------------------- | ---------- | ------------- | ----- |
| Médaille d'or, Jeux olympiques      | 3       | Ymkje Clevering Veronique Meester         | Pays-Bas   | 6 min 58 s 67 |       |
| Médaille d'argent, Jeux olympiques  | 5       | Ioana Vrînceanu Roxana Anghel             | Roumanie   | 7 min 2 s 97  |       |
| Médaille de bronze, Jeux olympiques | 4       | Jessica Morrison Annabelle McIntyre       | Australie  | 7 min 3 s 54  |       |
| 4                                   | 2       | Azja Czajkowski Jessica Thoennes          | États-Unis | 7 min 5 s 31  |       |
| 5                                   | 1       | Kamilė Kralikaitė Ieva Adomavičiūtė       | Lituanie   | 7 min 5 s 34  |       |
| 6                                   | 6       | Evangelia Anastasiadou Christina Bourmpou | Grèce      | 7 min 13 s 50 |       |

| Rang | Couloir | Rameur                                  | Pays            | Temps         | Notes |
| ---- | ------- | --------------------------------------- | --------------- | ------------- | ----- |
| 7    | 5       | Esther Briz Zamorano Aina Cid Centelles | Espagne         | 7 min 7 s 08  |       |
| 8    | 1       | Aifric Keogh Fiona Murtagh              | Irlande         | 7 min 8 s 88  |       |
| 9    | 4       | Melita Abraham Antonia Abraham          | Chili           | 7 min 10 s 45 |       |
| 10   | 6       | Radka Novotníková Pavlína Flamíková     | Tchéquie        | 7 min 10 s 46 |       |
| 11   | 3       | Hedvig Rasmussen Fie Udby Erichsen      | Danemark        | 7 min 12 s 01 |       |
| 12   | 2       | Rebecca Edwards Chloe Brew              | Grande-Bretagne | 7 min 16 s 02 |       |